# Peter Shaffer
Peter Levin Shaffer, född 15 maj 1926 i Liverpool, död 6 juni 2016 i County Cork, Irland, var en brittisk dramatiker. Han var författare till en mängd prisbelönta pjäser, varav flera har blivit filmatiserade. Han föddes i en judisk familj och var tvillingbror till dramatikern Anthony Shaffer.

## Verk (i urval)
- The Salt Land (1954), hans första pjäs, den visades på BBC:s tv-bolag.
- Balance Of Terror (1957)
- The Prodigal Father (1957)
- Five Finger Exercise (1958)
- The Private Ear och The Public Eye (1962)
- The Establishment (1963)
- The Merry Roosters Panto (1963)
- The Royal Hunt of the Sun (1964) som undersöker erövringen av Peru av Spanien, pjäsen filmatiserades 1969.
- Black Comedy (1965)
- The White Liars (1967)
- The Battle of Shrivings (1970)
- Equus (1973), vann 1975 års Tony Award för bästa pjäs och även New York Drama Critics Circle Award, pjäsen filmatiserades 1977.
- Amadeus (1979) Vinnare av Tony Awards pris för bästa pjäs, 1981. Den gjordes till film 1984, och vann åtta Oscar, inkluderat bästa foto.
- Black Mischief (1983)
- Yonadab (1985)
- Lettice and Lovage (1987)
- This Savage Parade (1987)
- Whom Do I Have The Honour Of Addressing? (1990)
- The Gift of the Gorgon (1992)
- Footfalls (1993)

## Filmografi (urval)
- 1977 – Equus
- 1984 – Amadeus